# Chuck Dixon

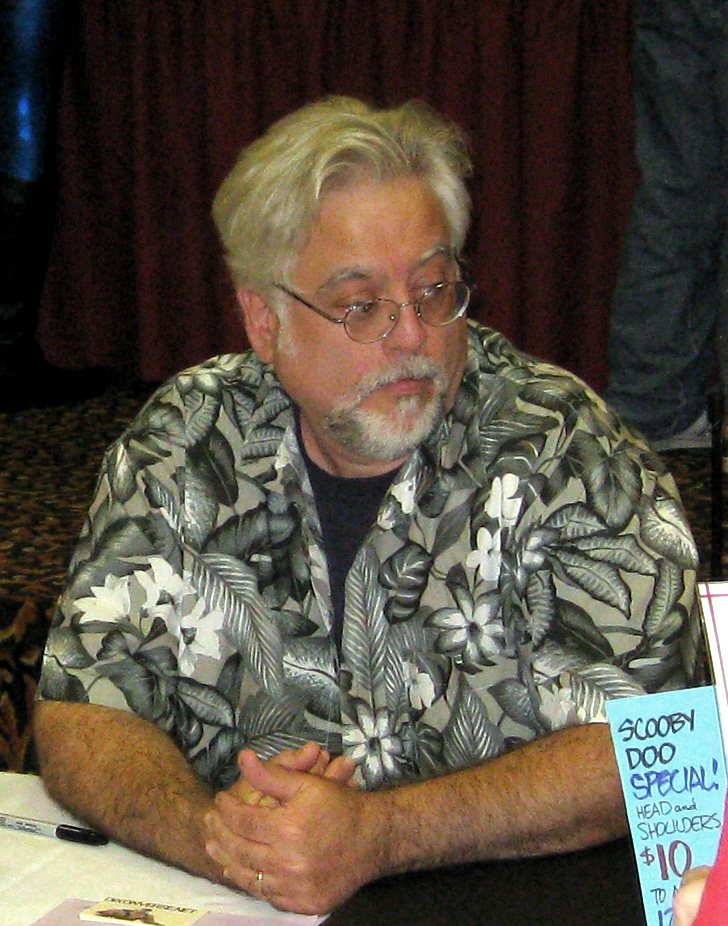
Chuck Dixon, 2007

Charles „Chuck“ Dixon (* 13. April 1954) ist ein US-amerikanischer Comicautor. Dixon wurde vor allem bekannt als Autor von Comicserien wie Batman, Punisher oder Robin, sowie als Schöpfer der Comicserie Birds of Prey, die als Vorlage für die gleichnamige Fernsehserie diente.

## Leben und Tätigkeit
Seinen Durchbruch als Autor erlebte Dixon, als er 1991 von Dennis O’Neil, damals Editor der vom Verlag DC Comics veröffentlichten Serien um den Superhelden Batman, angeheuert wurde, um die erste je von dem Verlag veröffentlichte Serie über Batmans Assistenten Robin zu verfassen. Nachdem diese Serie, die als sechsteilige Miniserie auf den Markt kam, sich als kommerzieller Erfolg erwies, wurde Dixon als Stammautor der traditionsreichen Serie Detective Comics, einer von damals vier monatlich erscheinenden Serien, die die Abenteuer von Batman erzählten, eingestellt, die er knapp sieben Jahre lang von 1992 bis 1998 verfasste. Zusammen mit Doug Moench und Alan Grant bildete er während dieser Jahre das ständige Autorenteam, das die Geschicke von Batman und den diversen anderen Figuren, die das fiktive Batman-Universum bevölkern, leitete, indem sie den Großteil der Geschichten, die Batmans Abenteuer erzählen, verfassten.
Nachdem Dixon parallel zu seiner Arbeit an den Detective Comics noch zwei weitere Robin-Ministerien (Robin II: The Joker IS Wild und Robin III: Cry of the Huntress) verfasst hatte, wurde er 1993 mit den Autorenpflichten für die erste jemals veröffentlichte fortlaufend erscheinende reguläre Robin-Serie betraut, die er knapp zehn Jahre lang betreute und für die er mehr als 100 Ausgaben verfasste. Von 1994 bis 1996 übernahm Dixon zudem den Autorenjob für die monatliche Serie über die ebenfalls im Batman-Universum agierende professionelle Diebin Catwoman sowie von 1996 bis 2003 den Autorenjob für die Serie Nightwing, die die Abenteuer von Batmans erwachsen gewordenen ersten Ziehsohn Dick Grayson als Superheld Nightwing in der fiktiven Stadt Blüdhaven erzählt.
Ein eigenständiges Serien-Konzept, das sich als erfolgreich erwies, schuf Dixon mit der Reihe Birds of Prey, in dem ein rein weibliches Team von Superheldinnen/Abenteurerinnen, das von dem nach einer schweren Verletzung im Rollstuhl sitzenden früheren Batgirl Barbara Gordon in ihrer neuen Identität als Hackerin und scheinbar „allwissenden“ Informationsbrokerin Oracle von ihrer Kommandozentrale in einem ehemaligen Uhrenturm, von dem aus sie ihre Agentinnen delegiert, angeführt wird. Dem Team gehören bei wechselnder Zusammensetzung Figuren wie die Superheldin Black Canary, die Vigilantin Huntress, die Pilotin Lady Blachhwak und zeitweise sogar die Ökoterroristin Poison Ivy an. Dixon schrieb mehrere One-Shots und Miniserien über die „Greifvögel“ und sodann zahlreiche Ausgaben einer fortlaufenden Serie über das Thema. Das Konzept wurde, freilich mit wenig Erfolg, vom Sender NBC in einer kurzlebigen gleichnamigen Fernsehserie adaptiert.
Während seiner Zeit als Batman-Autor erfand Dixon zahlreiche neue Figuren, die sich teilweise als dauerhafte Ergänzungen des Batman-Universums durchsetzten: Am bekanntesten ist der 1993 von ihm in dem One-Shot Vengeance of Bane#1 eingeführte Schurke Bane, ein riesenhafter, übermenschlich starker und listenreicher Terrorist aus einem fiktiven karibischen Inselstaat namens Santa Prisca, der in einem Gefängnis geboren wurde und aufwuchs, wo er durch seine ungewöhnliche Sozialisation sowie durch Experimente mit einem Steroid namens „Venom“, die die Gefängnisleitung an ihm durchführte, zum perfekten Kriminellen wurde. In der bekannten Knightfall-Storyline von 1993/1994 gelang es Bane sogar, Batman zu besiegen und ihn zeitweise zu verkrüppeln. Zwischenzeitlich wurde die Figur als Schurke in den Batman-Filmen Batman und Robin (dargestellt von Jeep Swenson) sowie The Dark Knight Rises (dargestellt von Tom Hadry) sowie in verschiedenen Batman-Zeichentrickserien wie Batman: The Animated Series, batman: The Brave and the Bold und Beware the Batman auch in anderen Medien adaptiert, so dass sie eine große öffentliche Bekanntheit erlangt hat. Dixon erhält als Schöpfer der Figur entsprechend den Urheber-Konzessionen, die der DC-Verlag und sein Mutterkonzern Time Warner mit den Autoren der DC-Comics abgeschlossen hat, für derartige Transponierungen seiner bekanntesten Figuren-Erfindungen in andere Medien Tantieme. Als im Jahr 2011 der Film Dark Knight Rises in die Kinos kam, schmunzelte er in Anspielung auf die Investmentfirma des damaligen Präsidentschaftskandidaten der Republikanischen Partei Mitt Romney, Bain Capital, dass die ihm durch die Nutzung der Figur Bane zufließenden Zuwendungen sein persönliches „Bane Capital“ seien. Vorangegangen waren Angriffe rechtsgerichteter Talkshow-Moderatoren, die Verschwörungstheorien spannen, dass der „erzgemeine“ Schurke im neuen Batmanfilm wie die Firma des republikanischen Kandidaten bei der bevorstehenden Präsidentschaftswahl heiße, um auf diese Weise die Bevölkerung subtil gegen die Republikaner einzunehmen und zu beeinflussen. Dieser Sturm im Wasserglas wurde aber schließlich durch die Aufklärung, dass die Figur Bane bereits 1993 geschaffen worden war und der Name somit keineswegs extra 2011 erdacht worden war, um durch die phonetische Anlehnung des Namens eines Leinwandübeltäters an den Namen der Firma eines bekannten Politikers beim Kinopublikum unterschwellig negative Assoziationen gegenüber jener Firma und ihrem Chef zu wecken und auf diese Weise Stimmung gegen die Firma bzw. den alsbald zur Wahl stehenden Politiker (also Romney) zu machen.
Weitere Figuren, die Dixon für die Batman-Comics geschaffen hat, sind die jugendliche Vigilantin Stephanie Brown, alias Spoiler, die Tochter eines in den 1960er Jahren eingeführten Batman-Schurkens namens Cluemaster, die die Untaten ihres Vaters gutmachen möchte, indem sie wie Batman und Robin das Verbrechen in Gotham City als vermummte Gestalt des Nachts bekämpft und die später eine langfristige Liaison mit Robin eingeht. Des Weiteren der „General“, ein hochbegabter halbwüchsiger Schüler einer Militärschule, der sich zum Chef einer Straßenbande in Gotham City aufschwingt, die Auftragsmörderin Lady Vic, die in ihrer Geheimidentität eine britische Aristokratin ist; der waffenvernarrte Söldner Gunhawk, hinter dem sich der ehemaligen US-Soldat Liam Hawklight verbirgt; der monströse Steeljacket, das Produkt eines grauenvollen Experimentes, bei dem die Gene eines unidentifizierten Mannes manipuliert wurden; der britische Bandenführer King Snake, den eine Fehde mit Robin aus Hong Kong nach Gotham führt, wo er die asiatische Straßengang der Ghost Dragons anführt; Snakes ehemalige Assistentin Lynx, eine einäugige chinesische Kampfsportlerin, die sich als hartnäckige Widersacherin von Robin erweist; der ehemalige korrupte Polizist Torque, dessen Kopf nach einem Unfall um 180 Grad verdreht ist; der mexikanische Killer Brutale; der krankhafte Allergiker Veezy der unter dem Codenamen „Agent Organe“ oder „Allergent“ versucht die gesamte Pflanzenwelt von Gotham City auszutilgen, um seine Beschwerden zu lindern; die Kriminelle Lady Spellbinder, die durch einen Pakt mit einem Dämon die Gabe besitzt, anderen Personen auf telephatische Weise Halluzinationen derart effektiv in ihren Geist einzugeben, dass diese die ihnen vorgetäuschten Bilder und sonstigen Eindrücke sinnlich wahrnehmen, als ob diese real wären; der moderne Pirat „Captain Fear“; sowie eine generalüberholte Version des Brandstifters „Firefly“, eines ehemaligen Filmpyrotechnikers, der seiner Sucht, Feuer zu legen, auslebt, indem er systematisch die Stätten seiner unglücklichen Kindheit niederbrennt oder für kriminelle Organisationen Feuer legt.
Weitere Serien, für die Dixon bei DC als Autor schrieb, waren die Abenteuer von Guy Gardner, einem Raufbold mit einem Zauberring, der durch seine unkonziliante Wesensart ständig auch mit anderen Superhelden aneckt, aber im Grunde ein guter Kerl ist, sowie die Serie Green Arrow um den gleichnamigen Bogenschützen, der in seiner Heimat Star City mit Pfeil und Bogen und Martial-Arts-Fähigkeiten gegen das Verbrechen kämpft. Dixon generalüberholte die Serie, indem er den ursprünglichen Green Arrow Oliver Queen sterben ließ und ihn durch seinen illegitimen Sohn Connor Hawke ersetzte: Damit folgte er einem Trend der Mitneunziger Jahre etablierte Figuren, die bereits Jahrzehnte von Abenteuern auf dem Buckel hatten, „auszurangieren“ und durch jüngere Versionen desselben Konzeptes zu ersetzen. An Connor Hawke war dabei bemerkenswert, dass er – da das Produkt der Beziehung von Queen mit einer Chinesin, die er während seiner Reisen in Ostasien traf – eine der ersten asiatischstämmigen Figuren war, die Hauptfigur eines amerikanischen Superheldencomics wurden.
Dixon wurde für seine Arbeit für Arkhaven Comics kritisiert. Der Verlag gehört dem US-amerikanischen rechtsradikalen Aktivisten Vox Day (Theodore Robert Beale).
Zeichner mit denen Dixon besonders häufig zusammenarbeitet, waren oder sind Graham Nolan, Greg Land, Staz Johnson, Scott McDaniel und Jim Balent.

## Bibliographie
Arbeiten für CrossGen Comics
- Crux
- El Cazador
- Brath
- Sigil
- Way of the Rat
- The Silken Ghost
- Archard's Agents
- American Power

Arbeiten für Dark Horse Comics
- Aliens: „Pig“ (1997)
- Batman versus Predator III: Blood Ties
- General Grievous
- Superman/Aliens 2: God War

Arbeiten für DC Comics
- Batgirl
- Batman
- Batman: Bane of the Demon
- Batman: Batman: GCPD
- Batman: Leatherwing
- Birds of Prey
- Catwoman
- Connor Hawke: Dragon's Blood
- Detective Comics
- Green Arrow v2
- Joker: Devil's Advocate
- Nightwing
- Robin
- Robin
- Robin II
- Robin III
- Robin: Year One
- Rush City
- Batgirl: Year One
- Nightwing: Year One
- The Conjurors
- Psyba-rats

Arbeiten für Eclipse Comics
- Airboy
- Alien Encounters
- The Hobbit
- Swords of Texas
- Tales of Terror
- Winterworld
- Skywolf
- Valkyrie
- Radio Boy

Arbeiten für First Comics
- Evangeline

Arbeiten für Marvel Comics
- Alien Legion
- Conan the Savage
- Conan the Usurper
- Doctor Doom
- Doom: The Emperor Returns
- Lawdog
- The ’Nam
- Moon Knight
- Marvel Knights
- Punisher
- Punisher War Journal
- Punisher War Zone
- Car Warriors
- Savage Tales Vol 2
- Seven Block

Arbeiten für Moonstone Books
- The Phantom #9, 10
- The Phantom Annual #1
- Wyatt Earp
- Kolchak the Night Stalker

Arbeiten für Wildstorm Productions
- Team 7
- Team Zero
- Claw: The Unconquered
- Snakes on a Plane
- Nightmare on Elm Street
- Grifter/Midnighter

Arbeiten für Regnery Publishing
- Clinton Cash

Arbeiten für Arkhaven Comics
- Chuck Dixon’s Avalon 1-6
- Alt-Hero: Q Campaign 2.1
- Right Ho, Jeeves 1-6